# Fukuyama-indoolsynthese
De Fukuyama-indoolsynthese is een organische reactie, waarbij een alkenylthioanilide met tributyltinhydride reageert tot een 2,3-digesubstitueerd indool. De reactie is radicalair van aard en wordt geïnitieerd door azobisisobutyronitril (AIBN):
De reactie is een van de eenvoudigste methoden bij de synthese van digesubstitueerd indolen. Ze wordt dan ook regelmatig aangewend bij synthese van natuurproducten en geneesmiddelen, zoals bijvoorbeeld aspidofytine, vinblastine en strychnine.